# ザックス (オートバイ)

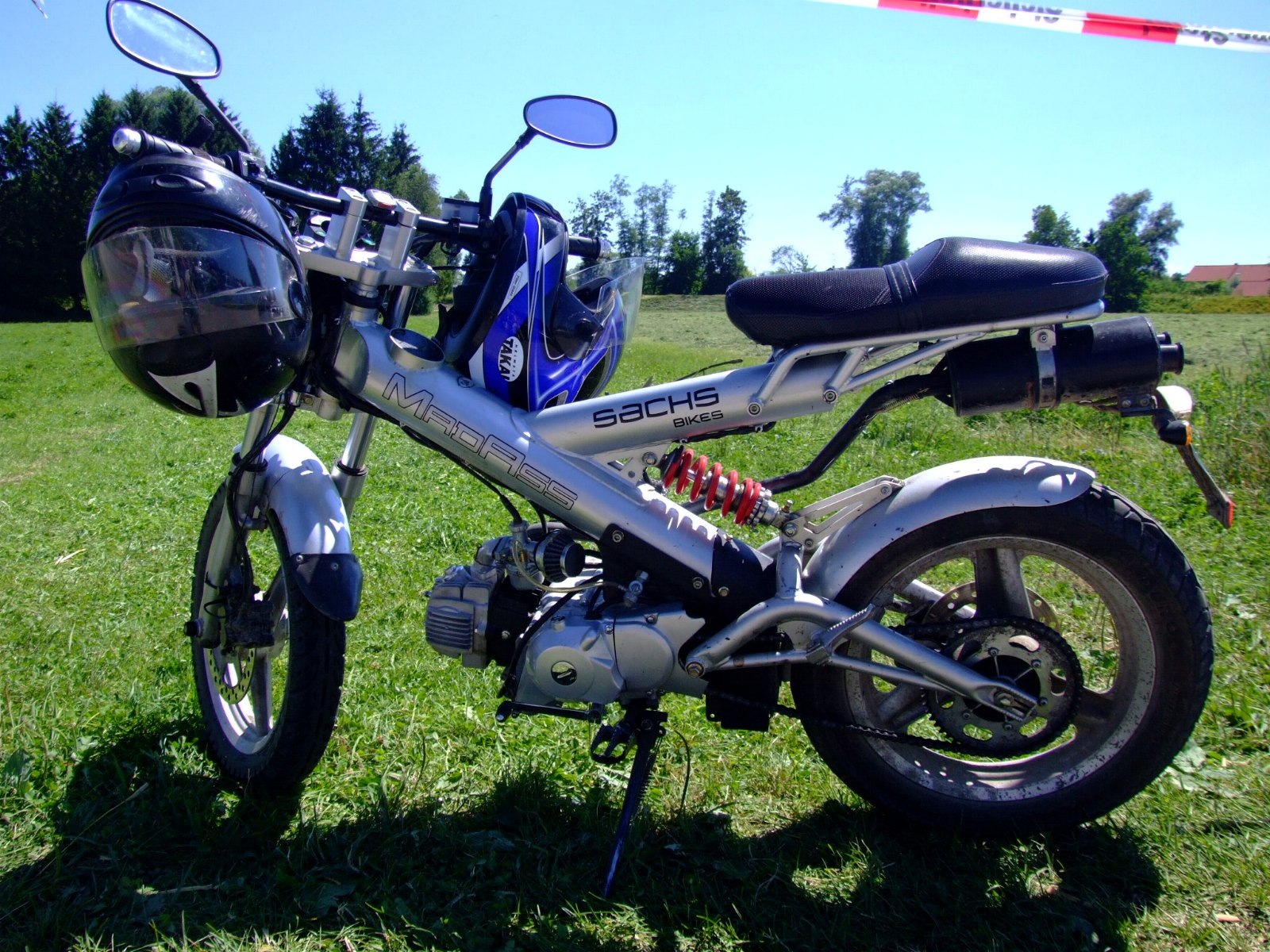
ザックスバイク

ザックスバイク（Sachs Bikes ,SACHS Fahrzeug- und Motorentechnik GmbH ）は、ドイツ中部のニュルンベルクに本社を置くオートバイ、モペッドの製造企業。50ccから125ccまでの比較的小さな排気量のオートバイおよびモペッドを製造している。400ccのビッグスクーターや4輪ATVも発売。
元来自転車のリム、ハブなどを生産する企業だったが、後にオートバイやショックアブソーバー製造に着手した。ショックアブソーバー、クラッチ板製造の大手メーカーで、ドイツ南部のシュヴァインフルトに本社を置くZFザックス（ZF Sachs AG）から独立、オートバイ・モペッド専門メーカーに至っている。
「オートバイのザックス」と「ショックアブソーバーのザックス」は、同一起源のブランド名ではあるが、現在では完全な別会社である。